# University of South Alabama

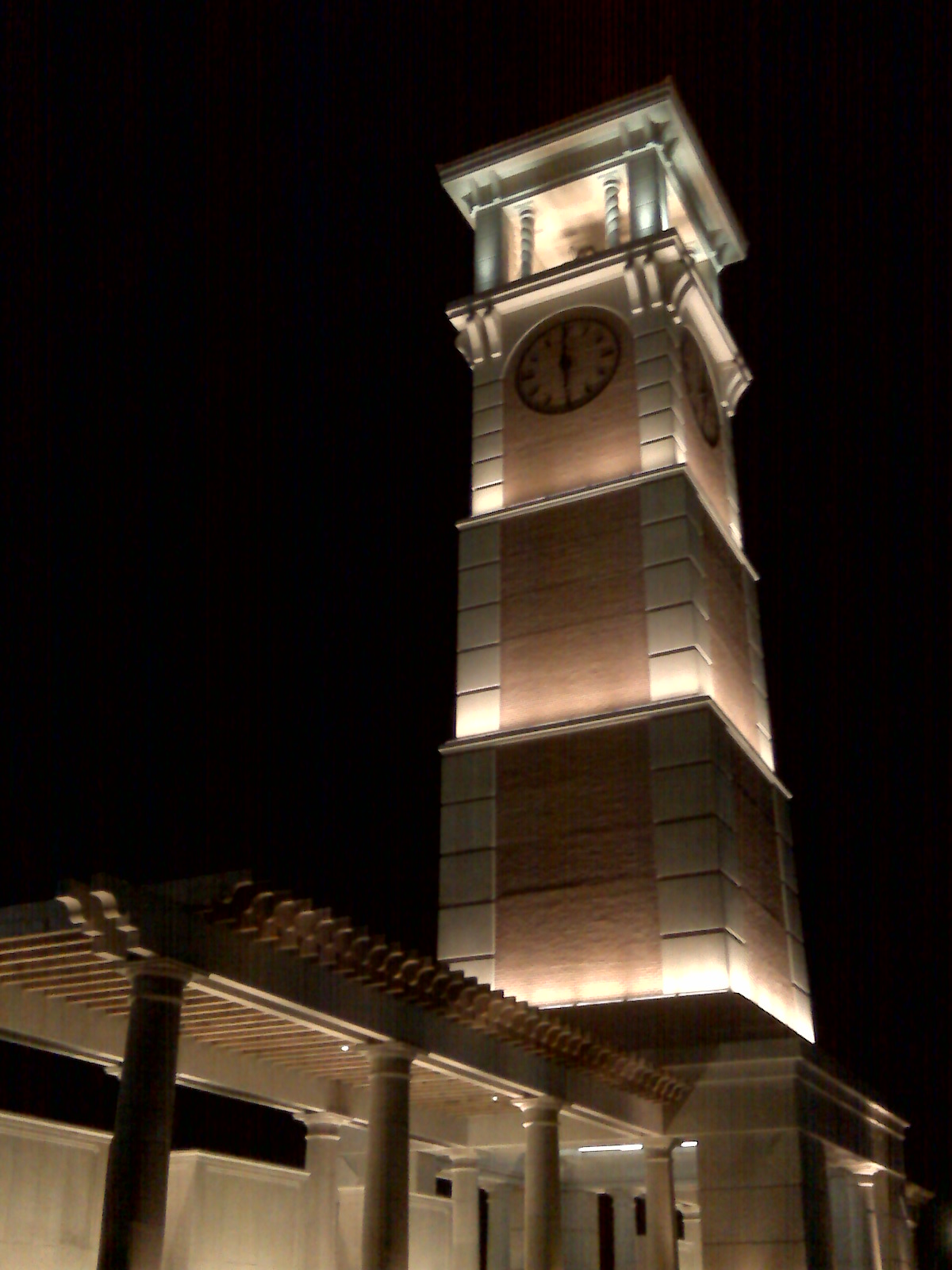
Glockenturm (Moulton Bell Tower) der Universität

Die University of South Alabama (USA) ist eine staatliche Universität in Mobile im US-Bundesstaat Alabama. Zu ihr gehört eine von nur zwei staatlich finanzierten medizinischen Fakultäten in Alabama.
Die University of South Alabama entstand 1963 als Ersatz für die bis dahin angebotenen Studiengänge der Außenstelle der University of Alabama.

## Zahlen zu den Studierenden und den Dozenten
Im Herbst 2020 waren 14.224 Studierende an der USA eingeschrieben. Davon strebten 9.050 (63,6 %) ihren ersten Studienabschluss an, sie waren also undergraduates. Von diesen waren 61 % weiblich und 39 % männlich; 3 % bezeichneten sich als asiatisch, 2 % als schwarz/afroamerikanisch, 4 % als Hispanic/Latino und 60 % als weiß. 5.174 (36,4 %) arbeiteten auf einen weiteren Abschluss hin, sie waren graduates. 1.165 Dozenten unterrichteten an der USA, davon 801 in Vollzeit und 364 in Teilzeit.
2015 waren 16.055 Studierende eingeschrieben gewesen.

## Sport
Die Sportteams der USA sind die Jaguars. Die Hochschule ist Mitglied in der Sun Belt Conference.